# Берг, Карл (футболист)
Карл Берг (нем. Karl Berg; 12 января 1921 — 25 сентября 2007) — немецкий футболист, защитник, отыгравший всю карьеру за клуб «Саарбрюккен». Выступал за сборную Саара.

## Карьера в сборной
Дебютировал за сборную Саара 22 ноября 1950 года в её первом международном матче со второй сборной Швейцарии, в котором открыл счёт на 3-й минуте игры. Матч закончился победой Саара со счётом 5:3. В 1953 году сыграл за сборную в двух матчах отборочного турнира чемпионата мира 1954 против сборных Норвегии (3:2) и ФРГ (0:3).
Всего провёл за сборную 9 матчей и забил 1 гол.